# خضر عبد العزيز الدوري
خضر عبد العزيز حسين الدوري (مواليد 1944) سياسي وعسكري عراقي احد خريجي الكلية العسكرية العراقية، ويرجع نسبه إلى مدينة الدور في العراق من قبيلة المجمع. وهو الأخ الشقيق لصابر عبد العزيز الدوري. وقد كان خضر عبد العزيز الدوري من المقربين إلى الرئيس الراحل صدام حسين.
كان خضر عبد العزيز الدوري، أحد قيادي حزب البعث العربي في العراق خاصة من عام 1991 حين أصبح عضوا في قيادة قطر العراق للحزب إلى عام 1994.
تسلّمَ مناصب مهمة في حياته منها:
- مدير الاستخبارات العسكرية العامة سنة 1986.
- عميد كلية الأمن القومي
- محافظ ديالى
- مسؤول المنطقة الشمالية لحزب البعث
- عضو قيادة قطرية لحزب البعث الاشتراكي.

وقد اعتقل سنة 2003 مع شقيقه صابر عبد العزيز الدوري ثم أطلق سراحه. ويقيم هو وعائلته في مدينة عمان بالمملكة الأردنية الهاشمية وله ما يقارب 6 أبناء، منهم ابنه الأكبر الدكتور عادل خضر الدوري والدكتور عمر خضر اللذان يسكنان قضاء الدور في محافظة صلاح الدين. 